# La Violence du désir
Pour plus de détails, voir Fiche technique et Distribution.
La Violence du désir (Scandali... nudi) est une comédie italienne réalisée par Enzo Di Gianni et sorti en 1963.

## Synopsis
Un directeur de théâtre veut organiser un strip-tease, mais sa femme jalouse lui met des bâtons dans les roues.

## Fiche technique
- Titre français : La Violence du désir[1]
- Titre original italien  : Scandali... nudi[2]
- Réalisateur : Enzo Di Gianni
- Scénario : Ernesto Gastaldi
- Photographie : Alvaro Mancori
- Montage : Enzo Di Gianni
- Musique : Franco Pisano
- Décors : Amedeo Mellone
- Production : Enzo Di Gianni
- Société de production : ALI Film
- Pays de production :  Italie
- Langue originale : italien
- Format : Couleur par Eastmancolor - 2,35:1 - Son mono - 35 mm
- Durée : 90 minutes
- Genre : Comédie
- Dates de sortie :
  - Italie : 14 décembre 1963[1]
  - France : 3 novembre 1965

## Distribution
- Mario Carotenuto : Frère François
- Carlo Giuffré : Luigi
- Franco Franchi : policier Franco
- Ciccio Ingrassia : policier Ciccio Smith
- Mario De Simone : secrétaire du réalisateur
- Fanfulla : De Roberti
- Franco Ressel : directeur Pagiolini
- Vicky Ludovisi : Vicky
- Jimmy il Fenomeno : journaliste